# Gentpoort

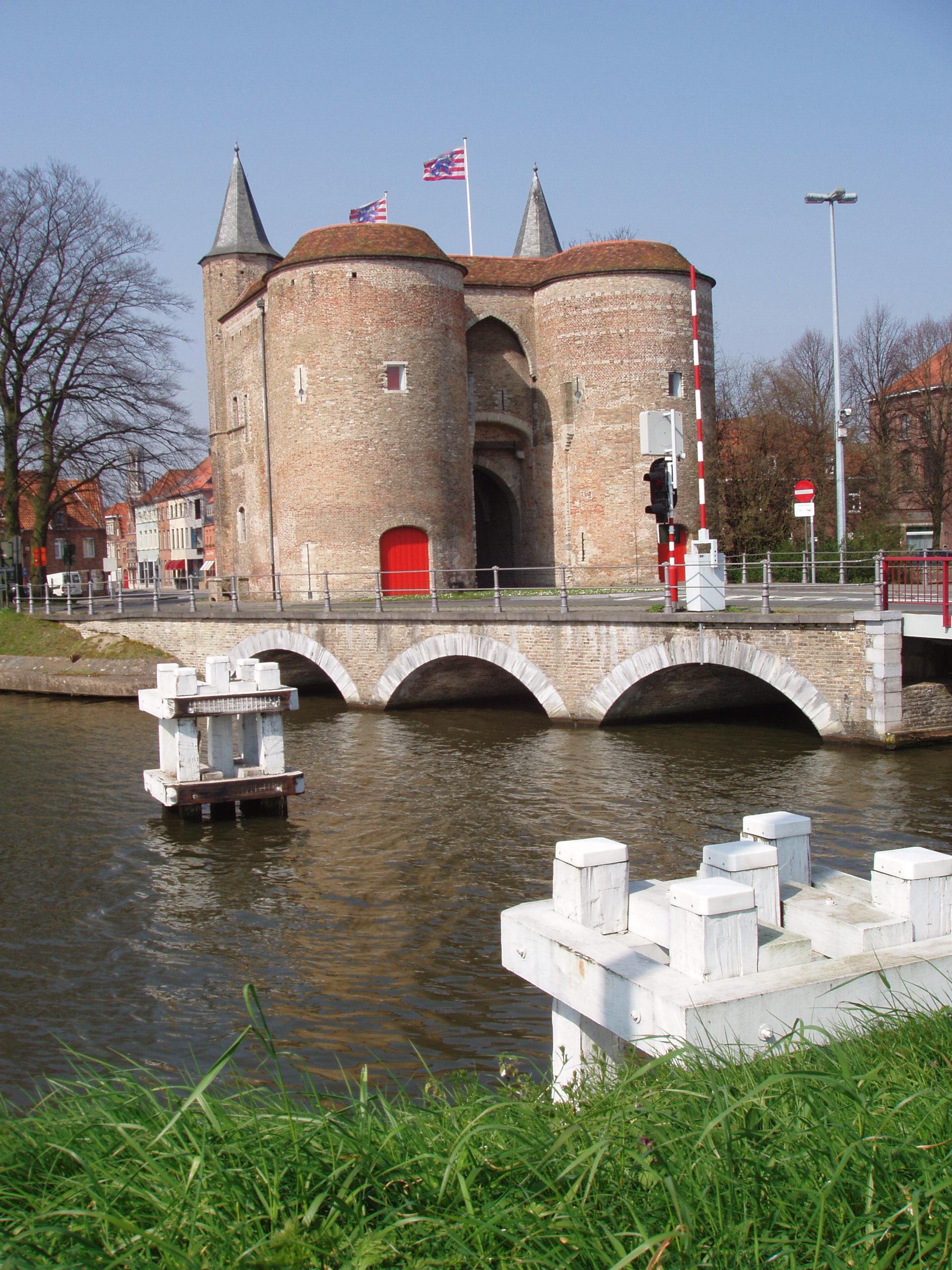
Gentpoort

De Gentpoort is een van de vier overgebleven Brugse stadspoorten.

## Beschrijving
De poort is onderdeel van de tweede Brugse stadsomwalling uit 1297. De huidige poort werd samen met de Kruispoort en de (verdwenen) Katelijnepoort gebouwd door Jan van Oudenaerde omstreeks 1400.
In het poortgebouw bevond zich van 2011 tot en met 2019 een museum dat de functie van een middeleeuwse stadspoort illustreert. Vanaf het terras op de tweede verdieping kreeg de bezoeker een zicht over Brugge en ommeland. Na de herinrichting van het Gruuthusemuseum, dat de museale rol van de Gentpoort had overgenomen, werd het Gentpoortmuseum gesloten begin 2020. In 2021 nam de Koninklijke Gidsenbond er zijn intrek.
Aan de Gentpoort loopt de Gentpoortbrug over de Ringvaart.